# Rodolphe-Auguste de Brunswick-Wolfenbüttel
Rodolphe-Auguste (16 mai 1627, Hitzacker – 26 janvier 1704, Hedwigsburg) est duc de Brunswick-Lunebourg et prince de Wolfenbüttel de 1666 à sa mort.

## Biographie
Rodolphe-Auguste est le fils aîné du duc Auguste II de Brunswick-Wolfenbüttel et de Dorothée d'Anhalt-Zerbst. Il succède à son père à sa mort, en 1666. À partir de 1685, il règne conjointement avec son frère cadet Antoine-Ulrich, auquel il abandonne l'essentiel des tâches gouvernementales.
Jaloux de la dignité électorale octroyée à leur cousin Ernest-Auguste de Hanovre par l'empereur Léopold Ier en 1692, au début de la guerre de Succession d'Espagne, Rodolphe-Auguste et Antoine-Ulrich décident de rallier le camp de la France. En 1702, Ernest-Auguste envahit le Wolfenbüttel et l'empereur oblige Antoine-Ulrich à abdiquer. Rodolphe-Auguste redevient ainsi seul duc jusqu'à sa mort, deux ans plus tard. Comme il ne laisse pas de fils, c'est Antoine-Ulrich qui lui succède.

## Descendance
Rodolphe-Auguste épouse en 1650 Christiane-Élisabeth (1634-1681), fille du comte Albert-Frédéric de Barby-Mühlingen (de). Trois filles sont issues de cette union :
- Dorothée-Sophie (1653-1722), épouse en 1673 le duc Jean-Adolphe Ier de Schleswig-Holstein-Plön ;
- Christine-Sophie (1654-1695), épouse en 1681 le duc Auguste-Guillaume de Brunswick-Wolfenbüttel ;
- Éléonore-Sophie (1655-1656).

Rodolphe-Auguste se remarie en 1681 avec Élisabeth Menthe (1663-1701). Ils n'ont pas d'enfants.